# Reynoutria weyrichii
Reynoutria weyrichii là một loài thực vật có hoa trong họ Rau răm. Loài này được (F. Schmidt) Moldenke miêu tả khoa học đầu tiên năm 1941.